# Microchirus boscanion
Microchirus boscanion är en fiskart som först beskrevs av Paul Chabanaud 1926.  Microchirus boscanion ingår i släktet Microchirus och familjen tungefiskar. Inga underarter finns listade i Catalogue of Life.